# Невротрофин
Невротрофините (на гръцки: neũron - „нерв“ и τροφος - „храна“) са ендогенни сигнални вещества, които причиняват целенасочени връзки между нервните клетки. Те осигуряват продължаващото съществуване на невронни връзки. Невротрофините са малки основни протеини с молекулна маса около 13 kDa.

## Класификация
Има пет вида невротрофини:
- NGF – нервен растежен фактор
- BDNF – мозъчен невротрофичен фактор
- NT-3 – невротрофин 3
- NT-4 – невротрофин 4
- NT-5 – Невротрофин 5, тъй като NT-4 и NT-5 имат сходни свойства, те често се обобщават като NT-4/5

Те могат да се свържат с мембранните рецептори. Има два вида рецептори за невротрофини:
- р75 невротропинов рецептор (p75NTR), рецептор от семейството на TNF рецепторите
- Рецептори от семейството на тирозин киназните рецептори (Trk A, Trk B и Trk C)

P75NTR е способен да свързва всичките пет невротрофина, но афинитетът е сравнително нисък. Рецепторите от семейство Trk, от друга страна, имат повече афинитет и по-конкретно свързват само някои невротрофини:
- Trk A – NGF
- Trk B – BDNF, NT-4 и NT-5
- Trk C – NT-3

Свързването на невротрофини с p75NTR води до програмирана клетъчна смърт (виж апоптоза) на клетката. От друга страна, свързването с рецептори от семейството Trk предизвиква каскада от кинази, които имат антиапоптотичен ефект. Централният ензим на този механизъм е протеин киназа В, известна още като „AKT“, особено в американския английски език. Поради това амбивалентно поведение невротрофините вече не се разглеждат като невростимулатори, а като невромодулатори.

## История
Терминът невротрофин е въведен с хипотезата за невротрофините от Виктор Хамбургер и Рита Леви-Монталчини. Предполага се, че незрелите неврони се конкурират за ограничени трофични фактори, представени от целевите клетки. Само онези неврони, които успешно правят синаптични връзки, получават достатъчно от тези трофични фактори, за да оцелеят.
Невроните, които не получават достатъчно трофични фактори, се отстраняват чрез апоптоза.
Ако присъстват невротрофини, те се свързват с рецепторите на клетъчната повърхност от семейство Trk. След това се задейства каскада от кинази, чиито целеви протеини водят до потискане на апоптозата.

## Психология
Невротрофините допринасят за формирането на паметта и играят основна роля в създаването и разглобяването на нови нервни мрежи.
Експерти за изследване на невротрофини от Рурския университет в Бохум подозират, че стойностите на невротрофините се променят при влюбване. Учени от италианския университет в Павия откриват повишени нива на невротрофин при нововлюбени субекти и подозират, че това е отговорно за типичната еуфория в началото на романа. След една година не е открито повишение в стойностите.